# Lalla Latifa Hammou
Lalla Latifa Amahzoune (Khenifra, 1946 – 29 de junho de 2024) foi uma nobre marroquina, viúva do rei Hassan II e mãe da princesa Lalla Meryem, rei Maomé VI, princesa Lalla Asma, princesa Lalla Hasna e príncipe Moulay Rachid.

## Vida
Ela é referida usando termos como "mãe dos filhos do rei". A privacidade concedida a ela em Marrocos é tão grande que tentar publicar fotos dela, o diretor e a redatora-chefe do jornal marroquino Al Ayam foram acusados de violar o direito marroquino (de acordo com decreto de 1956 sobre fotos do rei e sua família sem autorização).
Após a morte de Hassan II, casou-se com Mohamed Mediouri, guarda-costas do falecido monarca e ex-chefe de segurança do palácio real.